# Thalamita kukenthali
Thalamita kukenthali är en kräftdjursart som beskrevs av De Man 1902. Thalamita kukenthali ingår i släktet Thalamita och familjen simkrabbor. Inga underarter finns listade i Catalogue of Life.